# La Salle County (Texas)
Das La Salle County ist ein County im Bundesstaat Texas der Vereinigten Staaten. Das U.S. Census Bureau hat bei der Volkszählung 2020 eine Einwohnerzahl von 6.664 ermittelt. Der Sitz der County-Verwaltung (County Seat) befindet sich in Cotulla.

## Geographie
Das County liegt südlich des geographischen Zentrums von Texas und ist im Südwesten etwa 50 km von der Grenze zu Mexiko entfernt. Es hat eine Fläche von 3870 Quadratkilometern, wovon 14 Quadratkilometer Wasserfläche sind. Es grenzt im Uhrzeigersinn an folgende Countys: Frio County, McMullen County, Webb County und Dimmit County.

## Geschichte
La Salle County wurde am 1. Februar 1858 aus Teilen des Bexar County gebildet. Die Verwaltungsorganisatio wurde am 2. November 1880 abgeschlossen. Benannt wurde es nach Robert Cavelier de La Salle, dem französischen Entdecker, der unter anderem den Mississippi River erkundete und das Landesinnere Nordamerikas für das Königreich Frankreich beanspruchte. Er starb bei einer Meuterei im heutigen Texas.

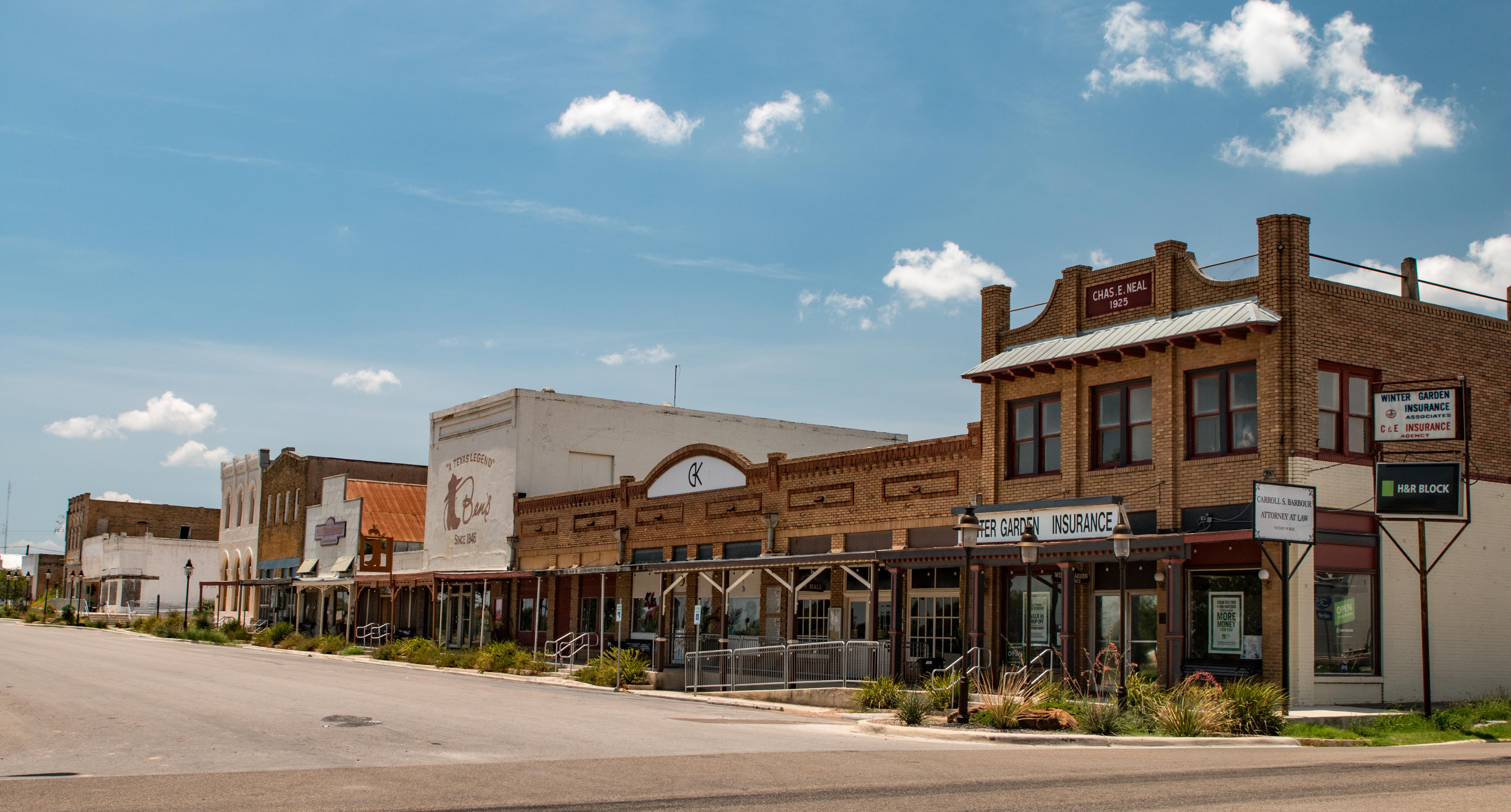
Im Cotulla Downtown Historic District (2018)

Vier Bauwerke und Bezirke im County sind im National Register of Historic Places („Nationales Verzeichnis historischer Orte“; NRHP) eingetragen (Stand 26. November 2021), das La Salle County Courthouse, der Cotulla Downtown Historic District und die Cotulla Ranch.

## Demografische Daten

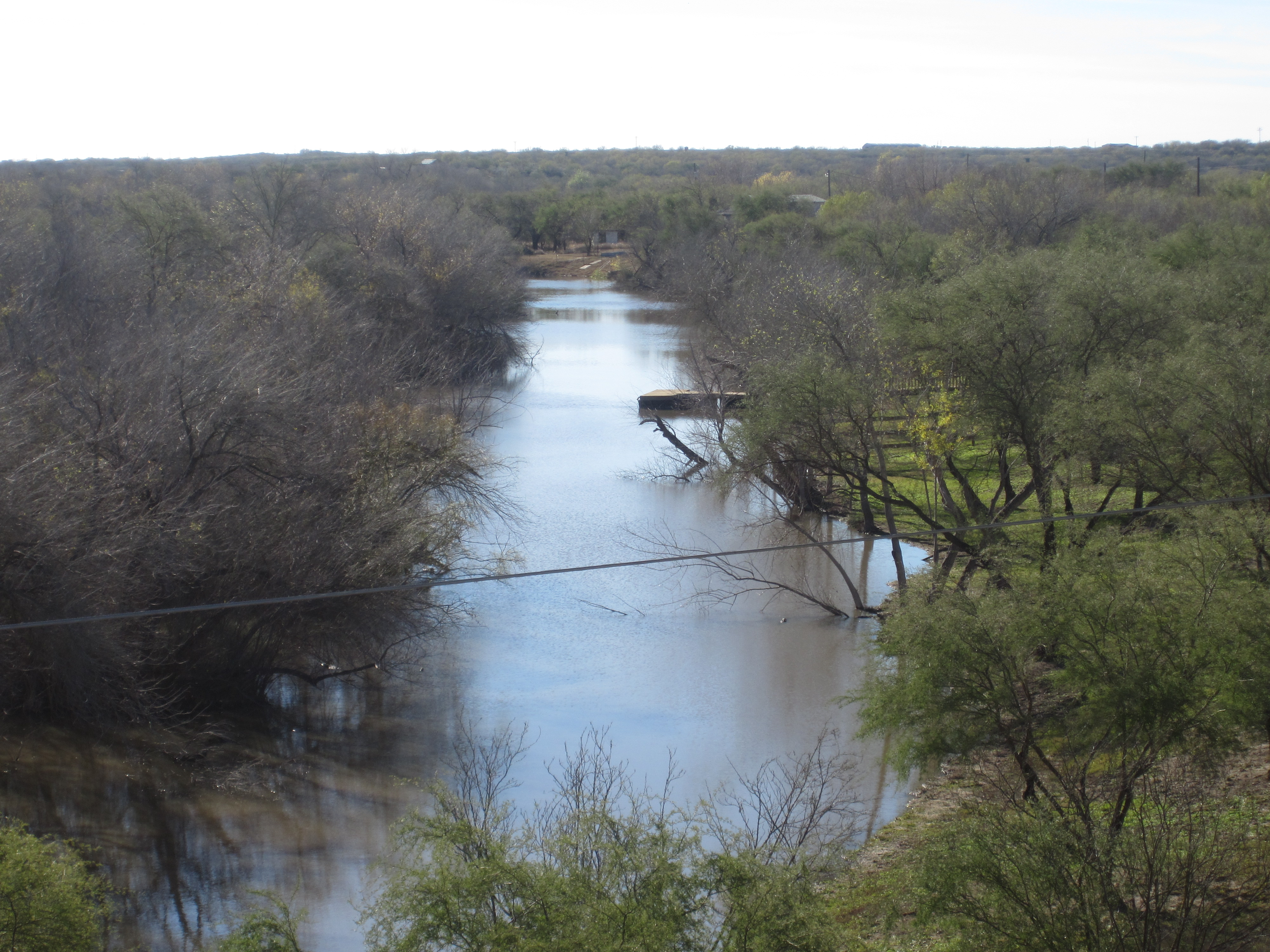
Oberlauf des Nueces Rivers bei Cotulla

Nach der Volkszählung im Jahr 2000 lebten im La Salle County 5.866 Menschen in 1.819 Haushalten und 1.351 Familien. Die Bevölkerungsdichte betrug 2 Einwohner pro Quadratkilometer. Ethnisch betrachtet setzte sich die Bevölkerung zusammen aus 81,47 Prozent Weißen, 3,55 Prozent Afroamerikanern, 0,34 Prozent amerikanischen Ureinwohnern, 0,31 Prozent Asiaten und 12,21 Prozent aus anderen ethnischen Gruppen; 2,13 Prozent stammten von zwei oder mehr Ethnien ab. 77,12 Prozent der Einwohner waren spanischer oder lateinamerikanischer Abstammung.
Von den 1.819 Haushalten hatten 37,7 Prozent Kinder oder Jugendliche, die mit ihnen zusammen lebten. 54,7 Prozent waren verheiratete, zusammenlebende Paare 15,4 Prozent waren allein erziehende Mütter und 25,7 Prozent waren keine Familien. 22,9 Prozent waren Singlehaushalte und in 12,0 Prozent lebten Menschen im Alter von 65 Jahren oder darüber. Die durchschnittliche Haushaltsgröße betrug 2,89 und die durchschnittliche Familiengröße betrug 3,45 Personen.
29,4 Prozent der Bevölkerung war unter 18 Jahre alt, 10,0 Prozent zwischen 18 und 24, 27,7 Prozent zwischen 25 und 44, 21,3 Prozent zwischen 45 und 64 und 11,6 Prozent waren 65 Jahre alt oder älter. Das Medianalter betrug 33 Jahre. Auf 100 weibliche Personen kamen 113,5 männliche Personen und auf 100 Frauen im Alter von 18 Jahren oder darüber kamen 121,4 Männer.
Das jährliche Durchschnittseinkommen eines Haushalts betrug 21.857 USD, das Durchschnittseinkommen einer Familie betrug 25.494 USD. Männer hatten ein Durchschnittseinkommen von 20.856 USD, Frauen 17.339 USD. Das Prokopfeinkommen betrug 9.692. 29,8 Prozent der Einwohner 28,2 Prozent der Familien lebten unterhalb der Armutsgrenze.

## Städte und Gemeinden
| - Artesia Wells - Cotulla | - Encinal - Fowlerton | - Los Angeles |